# Pakketbeheer

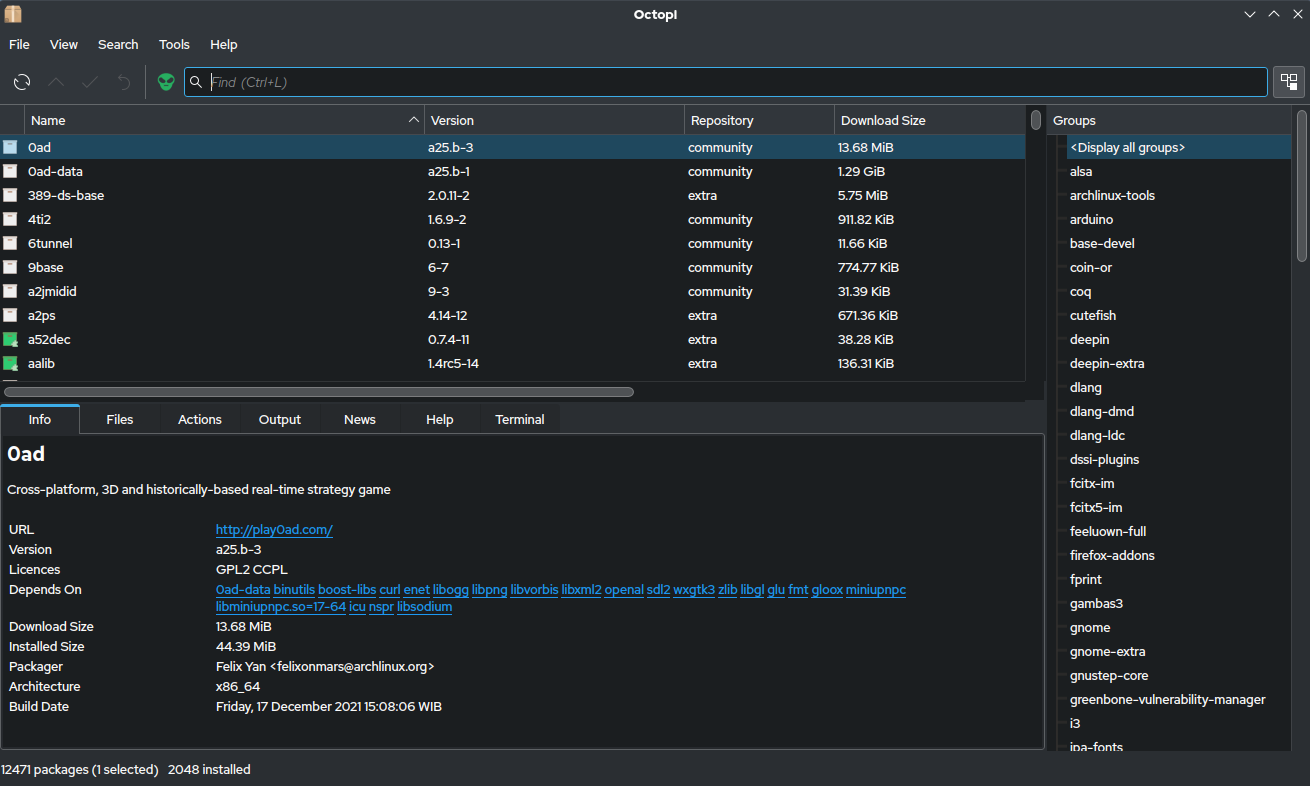
Octopi, een Qt GUI voor Pacman-pakketbeheer

In de informatica is pakketbeheer een methode om software te beheren. Dit omsluit onder meer het compileren, installeren, upgraden, configureren en verwijderen van softwarepakketten. Pakketbeheer wordt toegepast op vele besturingssystemen in de vorm van softwareverzamelingen (softwarebronnen) die te raadplegen zijn met een pakketbeheerder zoals APT, RPM en YUM met grafische interfaces zoals PackageKit en Synaptic voor Linuxdistributies. Voor mobiele toepassingen zijn de App Store van Apple, Google Play, de Marketplace van Google en de Ovi Store van Nokia ontwikkeld. De softwarebronnen zijn meestal databases die een aantal versies van een programma bevatten, samen met software-afhankelijkheden, versie-informatie en softwareconflicten. Een pakketbeheerder zal proberen problemen tussen verschillende softwarepakketten op te lossen.

## Unix-achtige besturingssystemen
Software op computers met een Unix-achtig besturingssysteem wordt meestal vanuit broncode gecompileerd. Voor computers met uiteenlopende architecturen en CPU's worden, indien noodzakelijk, aan de geporteerde versies van de broncode aanpassingen door middel van patches toegevoegd. Er moet onderscheid gemaakt worden tussen pakketbeheerders die voorgecompileerde bestanden installeren en pakketbeheerders die software installeren door broncode te compileren.

### POSIX-standaarden
Het is van belang om de risico's van softwareconflicten tussen verschillende systemen tot een minimum te beperken en de softwareportabiliteit te verhogen. Daarvoor zijn voor Unix-achtige besturingssystemen onder andere de POSIX-standaarden en de Filesystem Hierarchy Standard opgesteld.

### BSD

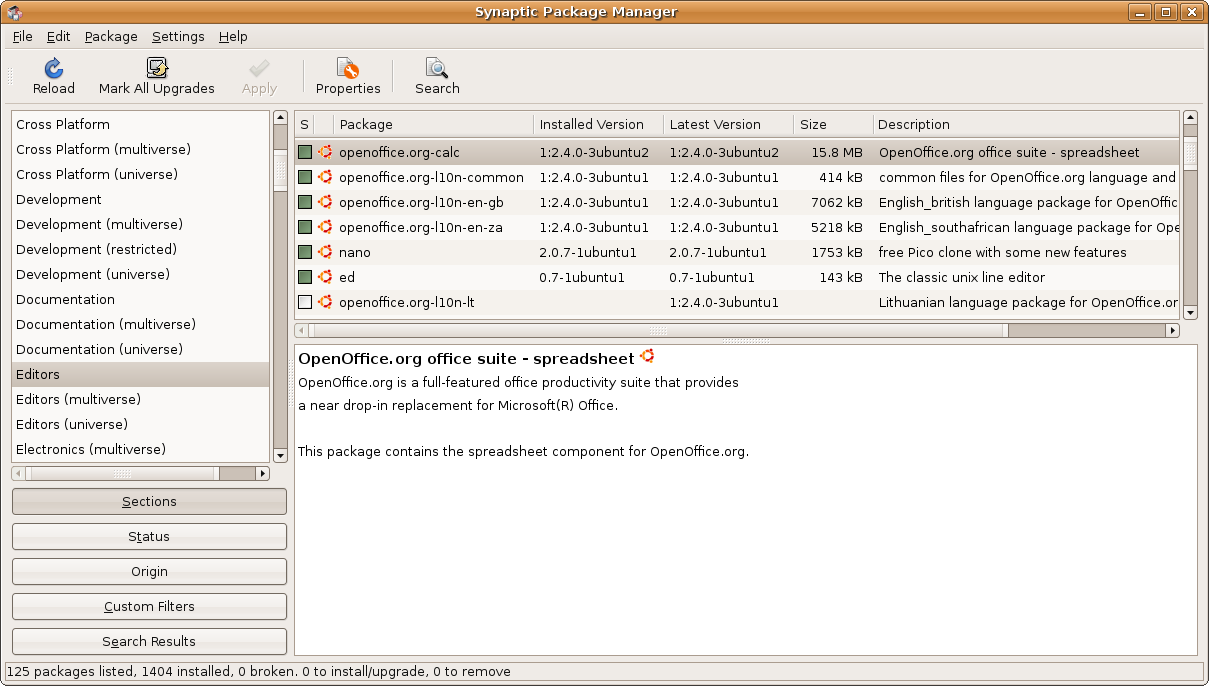
Synaptic op Linux

FreeBSD Ports is een pakketbeheersysteem dat software vanuit geporteerde broncode compileert. Het wordt onder meer gebruikt door FreeBSD, NetBSD, OpenBSD en Solaris. Het systeem van Ports wordt ontwikkeld in een tree van forks naar verschillende platformen en architecturen. De Ports zijn gebaseerd op de originele broncode die door middel van patches en aangepaste makefiles op hun reis door de tree aangepast worden voor een bepaald platform.

### Linux
Een van de eerste systemen om softwarepakketten op basis van broncode op grote schaal te verspreiden werd toegepast door Slackware Linux. De softwarepakketten werden vanaf 1993 in de vorm van gecomprimeerde tarballs verspreid en met behulp van een makefile geïnstalleerd.
- Synaptic voor Debian en Ubuntu (maakt op de achtergrond gebruik van APT, dpkg en aptitude)
- Ubuntu Software Centre, de standaard softwarewinkel en eenvoudige pakketbeheerder in Ubuntu
- PackageKit frontend voor de RPM Package Manager van Red Hat
- Pacman voor Arch Linux (command-line-interface)
- Portage voor Gentoo Linux
- GNU Guix voor GuixSD
- PET voor Puppy Linux
- Zypper voor openSUSE (Installatiebronnen van pakketten met metagegevens voor YaST2 en RPM worden ondersteund.)

Pacman, Portage en de pakkerbeheerder van CRUX zijn afgeleid van FreeBSD Ports.

### Mac
- App Store (kent geen software-afhankelijkheden, versie-informatie of softwareconflictenafhandeling)